# Nacho Álvarez
Álvarez  Peralta est un nom espagnol. Le premier nom de famille, en général paternel, est Álvarez ; le second, en général maternel, souvent omis, est Peralta.
Ignacio Álvarez Peralta, plus connu sous le nom de Nacho Álvarez, né le 16 juin 1977 à Madrid, est un économiste et homme politique espagnol.
Professeur d'économie à l'Université autonome de Madrid, il est secrétaire à l'Économie du parti Podemos. Depuis janvier 2020, il est secrétaire d'État aux Droits sociaux au sein du gouvernement Sánchez II.

## Biographie

### Trajectoire professionnelle
Docteur en économie de l'Université complutense de Madrid, il devient professeur d'économie au sein du département de structure économique de l'Université autonome de Madrid et chercheur associé à l'Institut complutense d'Études Internationales (ICEI). Entre 2012 et 2015 il est professeur à l'université de Valladolid, et a également été conseiller à l'Institut National d'Évaluation Éducative.
Il est co-auteur de plus d'une vingtaine d'articles scientifiques et de divers livres universitaires.
Il collabore à quelques médias, comme ElDiario.es et El País.

### Parcours politique
Il occupe le poste de secrétaire à l'Économie du parti Podemos depuis 2014 et fait partie du conseil citoyen national. Il a toujours fait partie de l'exécutif du parti, sauf peu avant Vistalegre II, l'assemblée qui a opposé Pablo Iglesias à Íñigo Errejón en 2017. Álvarez démissionne alors de son poste, en même temps que Carolina Bescansa avec qui il avait essayé d'ouvrir une troisième voie pour résoudre la lutte interne entre les deux principaux protagonistes.
En janvier 2020, il est nommé secrétaire d'État aux Droits sociaux au sein du gouvernement Sánchez II. Il fait alors partie de l'équipe de négociation d'Unidas Podemos lors des négociations avec le PSOE pour les projets de loi de finances 2021, 2022 et 2023 au sein du gouvernement de coalition.
Il devient ensuite le porte-parole économique de la coalition Sumar pour les élections générales de 2023.
Le 17 novembre 2023, il démissionne de toutes ses fonctions au sein de Podemos à la suite du refus de la direction du parti de soutenir la proposition que Yolanda Díaz lui avait faite de faire partie du prochain gouvernement de coalition en tant que ministre des Droits sociaux.